# Neville Arthur Irwin French
Neville Arthur Irwin French (1920-1996) fue un diplomático y administrador colonial británico.
Se desempeñó como gobernador del territorio británico de ultramar de las Islas Malvinas, en litigio con Argentina, entre enero de 1975 y enero de 1977, y como Alto Comisionado del Territorio Antártico Británico durante el mismo período.
Fue nombrado como miembro de la Real Orden Victoriana, en 1968, y como compañero de la Orden de San Miguel y San Jorge, en los honores de año nuevo de 1976.